# Travellink
Travellink är en internetresebyrå för privatpersoner i Sverige, Norge, Danmark och Finland. Travellinks reseprodukter består bland annat av flyg, hotell, flyg och hotell, och hyrbil som säljs via webbsidan. Travellink ägs av spanska Opodo USL, som är en del av eDreams ODIGEO.

## Historia
Travellink grundades 2000 av delägarna SAS, Amadeus och Tele2 genom att det tidigare varumärket Travellink förvärvades från SMART AB. Peter Carlsson var företagets vd från starten 2000 fram till 2016, när den nya Nordenchefen Erik Wikander tog över.
Sedan mars 2005 är Travellink en del av Opodogruppen, ett av Europas aktörer bland nätresebyråer. Opodo är verksamt i Norden i form av Travellink och Opodo, och i Storbritannien, Tyskland, Frankrike, Italien, Belgien, Österrike, Polen, Portugal, Schweiz och Spanien som Opodo. Tidigare var Travellink inriktad både mot privatpersoner och företagskunder, men efter att det australiska Flight Centre Travel Group (FCTG) köpte upp Travellink Corporate 2016, så har Travellink enbart riktat in sig på privatpersoner.

## Travellink och eDreams Odigeo
Travellink är en del av onlineresebyrån eDreams ODIGEO, ett företag som sammanlagt har fem varumärken - Opodo, eDreams, Go Voyages, Travellink och Liligo - och finns närvarande på sammanlagt 44 marknader. eDreams ODIGEO har sitt huvudkontor i Barcelona och är listad på Madridbörsen sedan 2014 (tickernamn EDR).

## Reseundersökningar
Travellink har publicerat flera undersökningar, till exempel de fem mest populära lågprisflygbolagen i Sverige samt Europa 2016, där Norwegian hamnade på första plats. 2017 publicerade Travellink en ranking på världens bästa flygplatser, där Helsingfors-Vanda flygplats i Finland var rankad som nummer ett.

## Travellinks samarbeten
Travellink sponsrade efterfesten till Stockholm Pride 2015 på Tele2 Arena, samt Svenska Hjältar-galan 2016.
I december 2016 ingick Travellink ett avtal med telekombolaget Mobitrotter för att resenärer ska kunna ringa och surfa utan roamingavgifter. Mobitrotter-appen kombinerar vanlig mobiltelefoni med IP-telefoni och kan därför erbjuda reducerade priser. Appen fungerar i hela världen och den riktar sig i första hand till resenärer som reser utanför EU.

## Svarta Listan
Travellink är det bolag som har högst antal fall på den så kallade "Svarta Listan" av ARN (Allmänna ReklamationsNämnden). Bolaget återkommer frekvent på listan år efter år. Travellink står för flest nya ärenden på listan och det handlar främst om kunder som inte fått ersättning för inställda flygavgångar. Men enligt resebyråns missnöjda resenärer har Travellink också gjort sig skyldiga till att vara svårkontaktade. Enligt Råd & Röns granskning har resejätten i flera fall helt struntat i att svara på de anmälningar som Arn har behandlat och beslutat om.